# Nyizsnyay Gusztáv

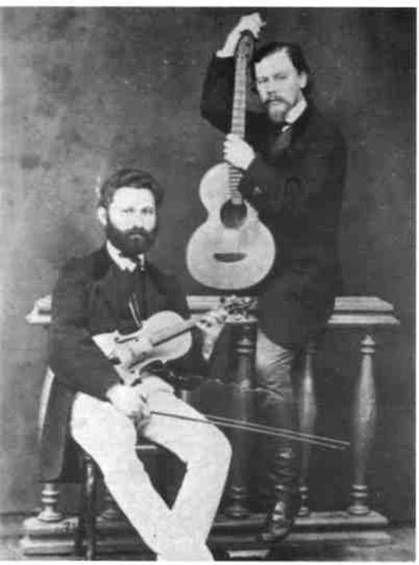
Nyizsnyay Gusztáv (gitárral) Beér Józseffel.

Nyizsnyay Gusztáv (született Nyizsnyánszky; Eger, 1829. október 12. – Hódmezővásárhely, 1882. január 7.) vándorlantos, zeneszerző, a „magyar trubadúr”.

## Élete
Szülővárosában és Kassán járt iskolába; már ekkor megmutatkozott zenei tehetsége. Nagyapja lengyel származású nemes volt, részt vett a 18. századi lengyel fölkelésben, és a cári megtorlás elől Magyarországra menekült. Édesapja Stephanus Nyizsnyánszky, gombkötő kisiparos volt. Gusztáv fiát Pyrker János László egri érsek taníttatta. Édesanyja Mukk Anna volt, aki a felvidéki Hőnig (Hanigovce) vára várnagyának (1556), Mukk Bálintnak (Valentinus Mukk) leszármazottja. Nagyapja lengyel származású nemes ember volt, aki részt vett a 18. századi lengyel fölkelésben, és a cári megtorlások elől Magyarországra menekült.
Házi- és segédtanítóként dolgozott, majd a szabadságharc kitörésekor belépett a seregbe, és főhidászi tisztségben harcolt. A világosi fegyverletétel után bujdosni kényszerült, ekkor vette föl a Nyizsnyay nevet. Az 1851-es amnesztia után Sárosi Gyula egyik versének megzenésítésével vált népszerűvé, Sárosi hozta föl a zenészt Pestre és adott neki zeneleckéket. Nyizsnyay később saját hazafias dalokat szerzett. Bejárta az egész országot, 1852 és 1862 között száznál is több gitárhangversenyt adott saját építésű hangszerével, melyet „hangorának" nevezett. Körútja során többször lépett föl Reményi Edével, a világhírű hegedűművésszel.
1854-55-ben a makói városházán Gregor István főjegyző jóvoltából telekkönyvi írnoki munkát kapott. Az új városháza ideiglenes átadásakor, 1858. február 13-án itt mutatta be Petőfi Sándor Honfidalának általa megzenésített változatát. Dedinszky József későbbi alispán, országgyűlési képviselő mecénásként támogatta a zenészt. 1859 nyarán baráti vendégfogadáson vett részt. 1860-ban többször is föllépett a városházában, előbb énekkel és szavalattal, november 24-én pedig Reményi Edével közös produkciójával. 1863. szeptember 9-én ismét Makón szerepelt, a Hollósy Kornélia által kezdeményezett hangverseny meghívott művésze volt, amelynek bevételével az éhínséggel küszködő lakosságot támogatták. Másik segítője Cserey Ignác székely nemes, honvéd ezredes volt, aki országos gyűjtést kezdeményezett Nyizsnyay összes művének kiadására.
Az 50-es években költözött Hódmezővásárhelyre, itt házasodott össze Schéner Irénnel, 1856. május 25-én. Szerelmükből két lány és egy fiú született. Öt évet töltöttek Nagykőrösön, ahol Nyizsnyay 1859-ben dalárdát is alapított. A vásárhelyi dalárda tizenkilenc taggal 1865-ben szerveződött meg. Járásbírósági iktatóként dolgozott, de később ezt az állást végkielégítéssel elhagyta. 
A zene mellett publikált is, a Hódmezővásárhelyi Gazdasági Egyesület lapjában jelentek meg írásai. A „Csárdások – Dalok” címmel tervezett összkiadásból 1882-ben két füzet jelent meg. 53 éves korában, hosszas betegség után hunyt el, testét a Marosvásárhelyi Arany temetőben helyezték végső nyugalomra.

## Ismertebb szerzeményei
- Búcsú Kunszentmiklóstól
- Cserey apánk csárdása
- Debreceni emlék
- Gyű te betyár
- Hej szegedi szép csaplárné
- Hóka lovam kicsapom a tilosba
- Kitárom reszkető karom
- Makói karcos csárdás
- Megátkozom ezt a cudar világot
- Megérem még azt az időt
- Megvirrad még valaha!
- Mohácsi koldus
- Nem bánom én
- Oh felejts el
- Szól a zene elátkozom
- Születésem napján

## Emlékezete
- Ágai Adolf „Az ország első hangorása” című tárcájában méltatta Nyizsnyay érdemeit
- Posonyi Ferenc makói polgármester javaslatára Makón 1883-ban utcát neveztek el róla.
- 1900-ban Hódmezővásárhelyen fölállították bronz mellszobrát, Pásztor János alkotását.
- 1927 óta Hódmezővásárhelyen is utca viseli a zenész nevét.